# Heavy (Shoreline Mafia)
Heavy è un singolo del gruppo musicale statunitense Shoreline Mafia pubblicato il 6 luglio 2017.

## Tracce
1. Heavy – 2:52